# Renault Nervahuit
Der Renault Nervahuit war ein Personenkraftwagenmodell der Zwischenkriegszeit von Renault. Der Typencode lautete Type TG 1.

## Beschreibung
Renault präsentierte das Modell zusammen mit dem besser ausgestatteten Renault Nervastella Type TG 1 auf dem Pariser Automobilsalon im Oktober 1930. Im darauf folgenden Oktober war das Modell offiziell ausgelaufen, wurde aber noch auf Wunsch gefertigt.
Der wassergekühlte Achtzylindermotor mit 75 mm Bohrung und 120 mm Hub leistete aus 4241 cm³ Hubraum 100 PS. Die Motorleistung wurde über eine Kardanwelle an die Hinterachse geleitet. Der Kühler war vor dem Motor platziert. Der schräg gestellte Kühlergrill war vertikal unterteilt. An den Seiten der Motorhaube befanden sich senkrechte Lüftungsschlitze. Die vordere Stoßstange bestand nur aus einem Element.
Der Radstand maß 334,7 cm und die Spurweite vorne 144 cm und hinten 145,4 cm. Das Fahrzeug war 480 cm lang und 175 cm breit.
Das Fahrgestell kostete 39.000 Franc, ein fünfsitziger Tourenwagen mit Stoßstangen 48.000 Franc, viertürige fünfsitzige Limousinen mit Koffer und Stoßstangen je nach Ausstattung 48.000 Franc oder 49.000 Franc und eine zweitürige fünfsitzige Limousine mit großem Koffer und Stoßstangen 52.000 Franc.